# Poecilostachys geminata
Poecilostachys geminata är en gräsart som först beskrevs av John Gilbert Baker, och fick sitt nu gällande namn av Eduard Hackel. Poecilostachys geminata ingår i släktet Poecilostachys och familjen gräs. Inga underarter finns listade i Catalogue of Life.